# 시라사토정
시라사토정(白里町)은 지바현 산부군에 일찍이 존재했던 정이다. 현재의 오아미시라사토시 동부에 해당한다.

## 역사
- 1889년 4월 1일 - 정촌제 시행에 의해 야마베군 시라사토촌이 성립하였다.
- 1897년 4월 1일 - 군 통합에 의해 산부군 시라사토촌이 되었다.
- 1954년 12월 1일 - 오아미정, 마스호촌과 합병해 오마이시라사토정이 신설되어, 동일 시라사토정은 폐지되었다.